# The Definitive Rock Collection
The Definitive Rock Collection es un álbum recopilatorio de la banda estadounidense de hard rock y heavy metal Dokken, publicado en 2006 por los sellos Elektra Records y Rhino Records. Cuenta con dos discos que recorren los mayores éxitos de la agrupación, desde su debut Breaking the Chains hasta Hell to Pay de 2004. Además, consta de temas grabados en vivo tomadas de distintos álbumes en directo.

## Lista de canciones

### Disco uno
| N.º | Título                        | Duración |  |
| 1.  | «Breaking the Chains»         | 3:51     |  |
| 2.  | «Felony»                      | 3:09     |  |
| 3.  | «Live to Rock (Rock to Live)» | 3:56     |  |
| 4.  | «Nightrider»                  | 3:14     |  |
| 5.  | «Paris Is Burning» (en vivo)  | 5:08     |  |
| 6.  | «Tooth and Nail»              | 3:41     |  |
| 7.  | «Just Got Lucky»              | 4:35     |  |
| 8.  | «Don't Close Your Eyes»       | 4:11     |  |
| 9.  | «Into the Fire»               | 4:27     |  |
| 10. | «Alone Again»                 | 4:22     |  |
| 11. | «Turn On the Action»          | 4:46     |  |
| 12. | «Unchain the Night»           | 5:20     |  |
| 13. | «The Hunter»                  | 4:08     |  |
| 14. | «In My Dreams»                | 4:20     |  |
| 15. | «Lightning Strikes Again»     | 3:48     |  |
| 16. | «It's Not Love»               | 4:59     |  |
| 17. | «Till the Livin' End»         | 4:02     |  |

### Disco dos
| N.º | Título                              | Duración |  |
| 1.  | «Prisoner»                          | 4:21     |  |
| 2.  | «Heaven Sent»                       | 4:53     |  |
| 3.  | «Mr. Scary»                         | 4:31     |  |
| 4.  | «So Many Tears»                     | 4:57     |  |
| 5.  | «Burning Like a Flame»              | 4:44     |  |
| 6.  | «Dream Warriors»                    | 4:46     |  |
| 7.  | «Walk Away»                         | 5:01     |  |
| 8.  | «Kiss of Death» (en vivo)           | 5:30     |  |
| 9.  | «When Heaven Comes Down» (en vivo)  | 3:56     |  |
| 10. | «Standing in the Shadows» (en vivo) | 4:37     |  |
| 11. | «Too High to Fly»                   | 7:12     |  |
| 12. | «Long Way Home»                     | 5:13     |  |
| 13. | «Escape»                            | 4:37     |  |